# Giltinis de Los Angeles
Maillots
Les Giltinis de Los Angeles (officiellement en anglais : LA Giltinis) est un club américain de rugby à XV basé à Los Angeles. Créé en 2020, il évolue en Major League Rugby.

## Historique
Afin de continuer son développement territorial, la Major League Rugby officialise le 11 décembre 2019 son expansion aux villes de Dallas et de Los Angeles pour la saison 2021.
La franchise de Los Angeles est officiellement créée à partir du 28 mai 2020. Basée dans le quartier de Venice, elle est dorénavant connue en tant que LA Giltinis. Elle appartient à la société d'investissement australienne Loyals Rugby,, déjà propriétaire de la franchise des Gilgronis d'Austin.
Pour cette première saison, l'équipe évolue au Los Angeles Memorial Coliseum. Elle remporte la compétition dès sa première participation.
Durant la saison 2022, des irrégularités financières sont suspectées concernant le plafond salarial autorisé au sein des Gilgronis d'Austin, l'autre franchise de la ligue également entre les mains de Adam Gilchrist, conduisant à la disqualification de cette première. Quelques jours plus tard, les Giltinis, connaîtront le même sort. 
La participation des deux franchises n'est pas reconduite pour la saison suivante.

## Identité

### Nom
Le terme Giltini fait référence à un « cocktail haut de gamme à base de Martini » ; l'équipe est ainsi la deuxième de la ligue à porter le nom d'un cocktail, après les Gilgronis.

### Logo

Évolution du logo
Logo de 2020 à 2021.
Logo instauré en 2021.

## Joueurs emblématiques

### Joueurs internationaux à XV
- Adam Ashley-Cooper
- Dave Dennis
- Matt Giteau
- DTH van der Merwe
- Adam Ashe
- Nick Boyer (en)
- Langilangi Haupeakui (en)

### Autres joueurs
- Luke Burton